# Issa (Vorname)
Issa (Arabisch عيسى) ist ein meist männlicher, selten auch weiblicher Vorname.

## Herkunft und Bedeutung
Der männliche Vorname Issa ist eine mögliche Transkription des arabischen Namens عيسى ʿīsa, der die arabische Variante von Jesus, siehe Josua.
Der weibliche Vorname Issa stellt eine Kurzform verschiedener Namen, die mit Is- beginnen oder -isa, -issa oder -ise enden, dar.

## Verbreitung
Der Name Issa ist vor allem im arabischen und persischen Raum, jedoch auch in Israel verbreitet.
In Deutschland ist Issa überwiegend als Jungenname in Gebrauch. Zwischen 2010 und 2021 wurde der Name etwa 800 Mal als Vorname vergeben.

## Varianten
Für den arabischen Namen عيسى ʿīsa existieren neben Issa auch die Transkriptionen Isa, Essa und Eesa. Arabische Christen nutzen die Bezeichnung يسوع yasūʿ. Für weitere Varianten: siehe Josua#Varianten.

## Namensträger

### Männlicher Vorname
- Issa Ba (* 1981), senegalesischer Fußballspieler
- Issa Bagayogo (1961–2016), malischer Musiker
- Issa Malick Coulibaly (* 1953), ivorischer Politiker
- Issa Diop (Fußballspieler) (* 1997), französischer Fußballspieler
- Issa Diop (Manager) (1922–1997), senegalesischer Manager und Politiker
- Issa Hassan  (arabisch عيسى حسن; * 1970), kurdischer Musiker und Komponist
- Issa Hayatou (1946–2024), kamerunischer Leichtathlet und Sportfunktionär
- Issa Ibrahim (1922–1991), nigrischer Politiker
- Issa Kamara (* 1992), sierra-leonischer Fußballspieler
- Issa Manglind (* 1971), schwedischer Fußballspieler
- Issa Ndoye (* 1985), senegalesischer Fußballspieler
- Issa Alexandrowitsch Plijew (1903–1979), sowjetischer Militärkommandeur und Armeegeneral
- Issa Samb (1945–2017), senegalesischer bildender Künstler
- Issa Yaya (* 1979), tschadischer Fußballschiedsrichterassistent

### Weiblicher Vorname
- Issa Rae (* 1985), US-amerikanische Schauspielerin, Filmproduzentin, Drehbuchautorin und Regisseurin

### Künstlername
- Jane Siberry (* 1955), kanadische Pop- und Folksängerin
- Issa (Sängerin) (* 1984), norwegische Hard-Rock-Sängerin[9]
- Kobayashi Issa (jap. 小林 一茶; 1763–1828), japanischer Haiku-Dichter, mit bürgerlichem Namen Kobayashi Nobuyuki.